# Àgios Kosmàs
Àgios Kosmàs (en grec, Άγιος Κοσμάς) és un jaciment arqueològic situat en un promontori de l'Àtica, Grècia, el nom del qual deriva del d'una capella construïda allí.
En aquest jaciment arqueològic s'han trobat dos assentaments que foren habitats en el període hel·làdic antic III —entre el 2300 i el 2100 ae el primer i entre el 2100 i el 1900 ae el segon. Entre les troballes figuren les restes de vuit cases rectangulars i una necròpoli. Per a l'estudi de les troballes, s'ha suggerit que aquest llogaret fou fundat per un grup de fabricants de peces d'obsidiana procedents de les Cíclades perquè fora una espècie d'empori i que segurament estigué habitat per una població mixta procedent de les Cíclades i de l'Àtica.
Cap a l'any 1900 ae, l'assentament fou destruït per gent forana i romangué molt de temps sense ocupar fins que novament va haver-hi dos períodes d'habitació, però de menor importància, en l'hel·làdic recent II —entre 1500 i 1400 ae— i l'hel·làdic recent IIIC —entre 1200 i 1100 ae. Al final d'aquesta època el llogaret fou de nou abandonat.
Aquest jaciment fou excavat en primer lloc al 1930 per Georgios Mylonas, que pretenia trobar una sèrie de navilis perses que Heròdot indicà que havien estat arrossegats al cap Colíade després de la batalla de Salamina (Heròdot, VIII, 96); després hi hagué altres campanyes d'excavacions al 1931, 1939 i 1951.

## Galeria d'imatges

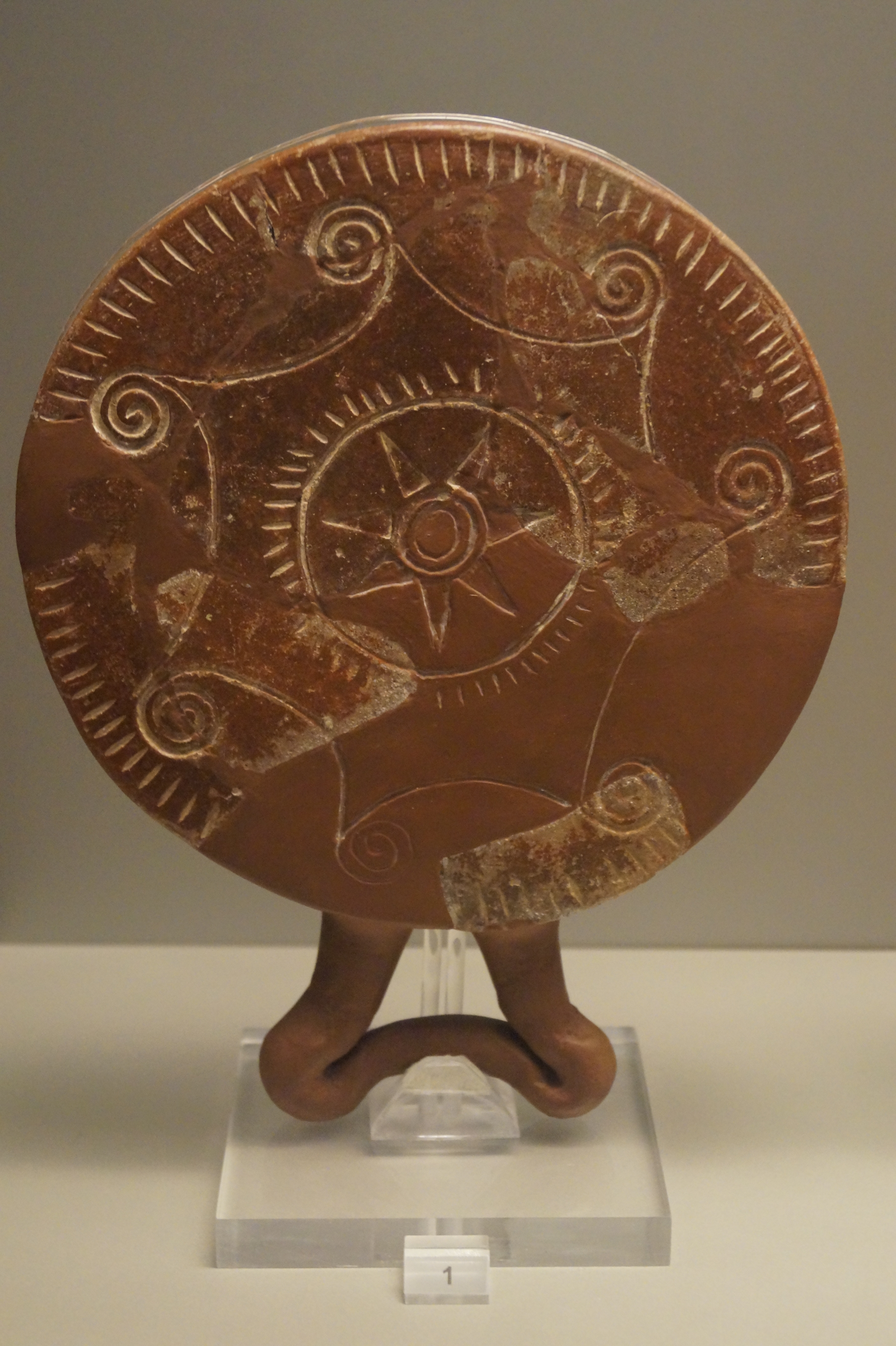
Paella ciclàdica
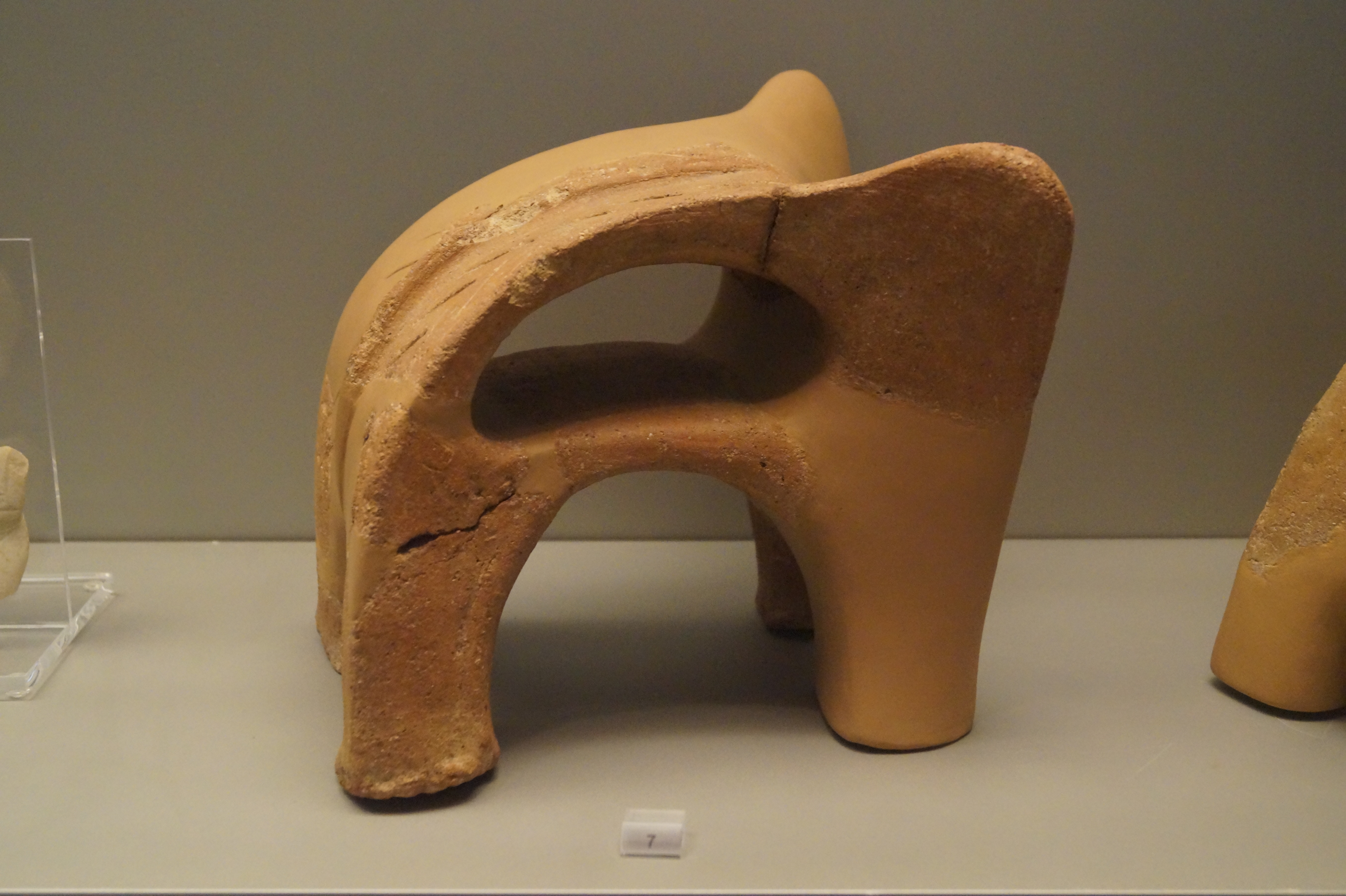
Objecte de terracota amb funció desconeguda
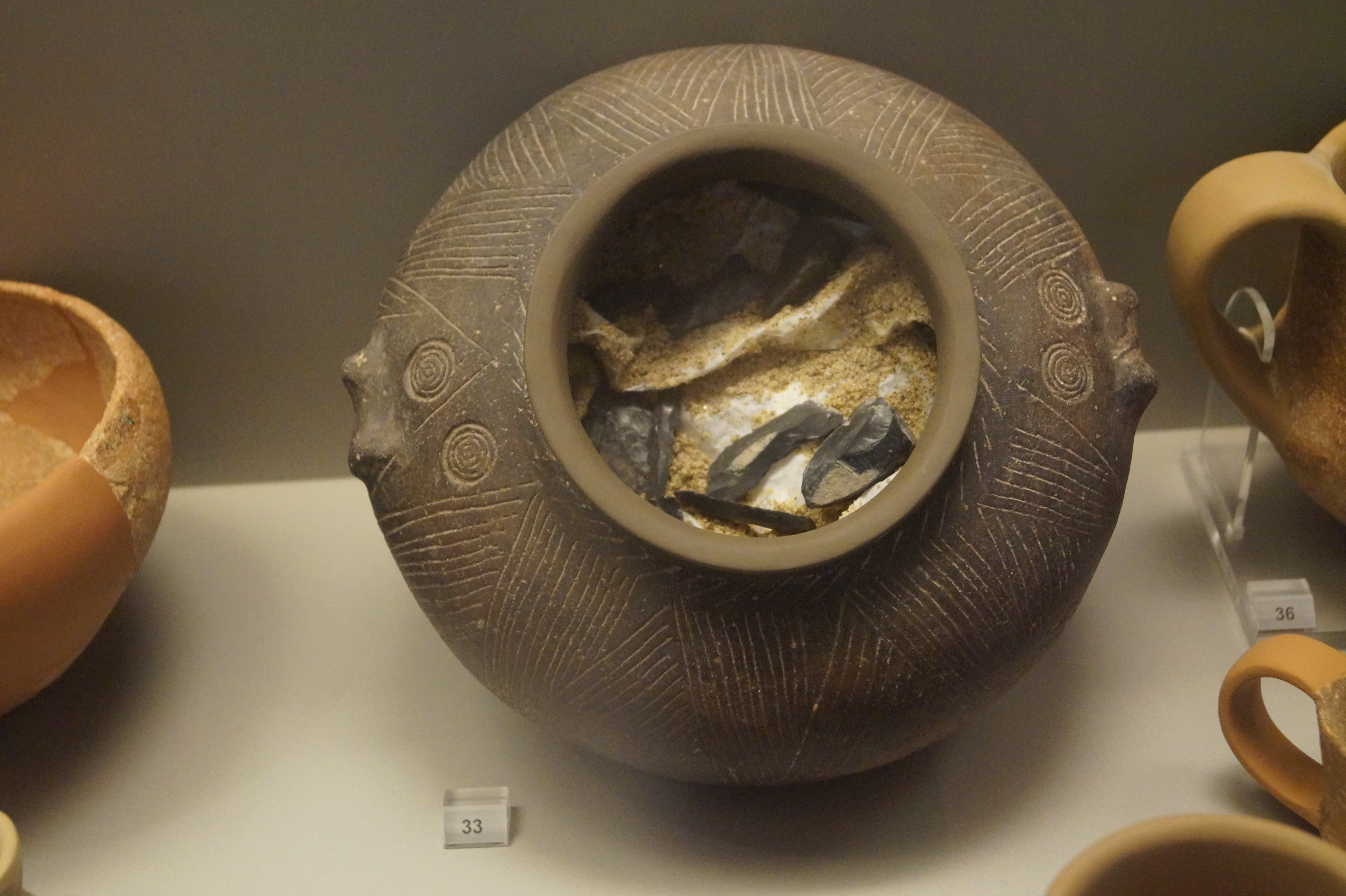
Píxide, amb fulles d'obsidiana
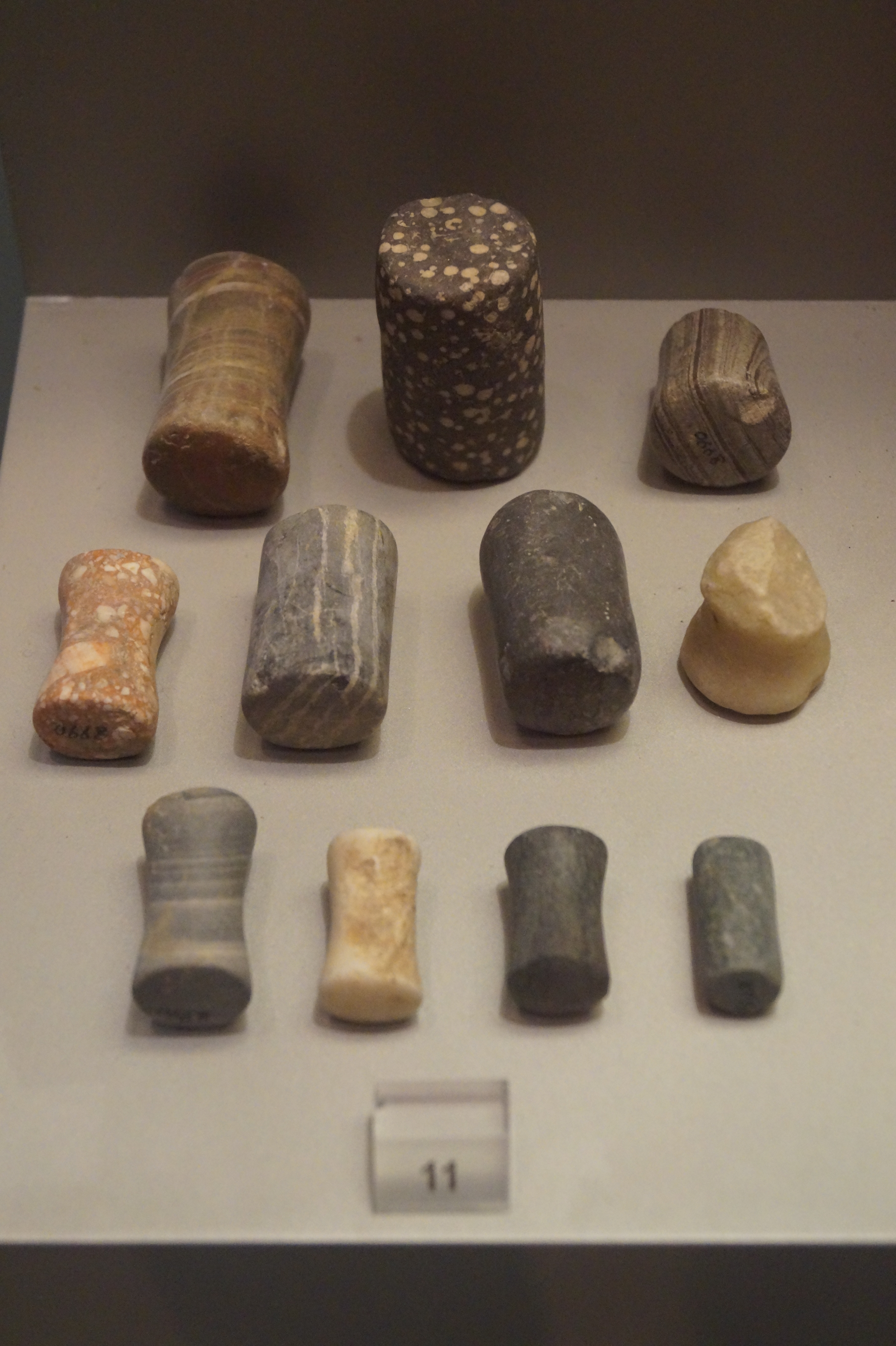
Pesos o pedres de morter
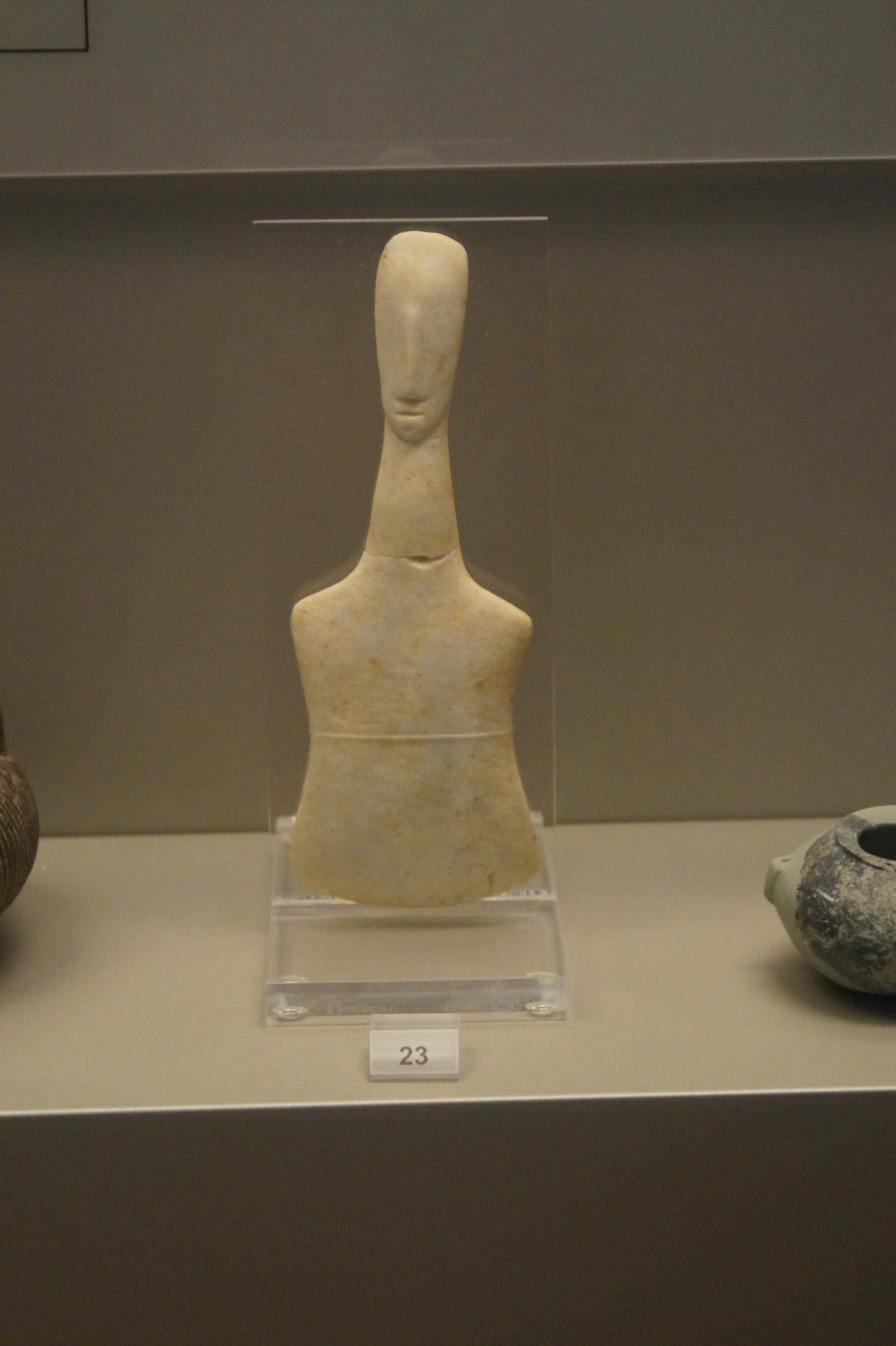
Figureta ciclàdica de marbre